# Octobasse
L'octobasse est le plus grand et le plus grave des instruments de la famille des instruments à cordes. Il n’en existe que huit fonctionnelles au monde.

## Caractéristiques
Dépassant la contrebasse, l'octobasse ne possède que trois cordes, accordées do-2, sol-1 et do-1. Elle mesure environ 3,87 m de hauteur.
À l'époque de Berlioz, il existait un instrument appelé octobasse et Berlioz lui-même le précise  dans son Grand Traité d'orchestration. Cet instrument ne descendait qu'une tierce plus bas que la contrebasse standard (mi-1), c'est-à-dire jusqu'au do-1. Mais, depuis la musique postromantique, avec  Bruckner, Mahler, Strauss, Stravinsky, on utilise des contrebasses « standards » qui possèdent soit une cinquième corde qui permet de descendre jusqu'à ce do-1, soit une extension de la corde de mi qui permet d’atteindre ce do-1. C'est pourquoi l'octobasse de l'époque de Berlioz est tombée dans l'oubli.

### Amplitude
Aujourd'hui, quand on parle d'octobasse, on parle vraiment d'un instrument qui descend une octave et une tierce plus bas qu'une contrebasse classique ou une octave plus bas que la contrebasse utilisée par les grands compositeurs de l'époque post-romantique. 
Le son produit par l'octobasse est plus puissant que la contrebasse en raison de la grande taille de sa caisse de résonance. 
Ses notes sont si basses qu'elles atteignent même la limite de ce que l'oreille humaine peut percevoir : pour un la3 (A4) à 440 Hz l'octobasse donne un do-2 (C0) à 16,351 6 Hz. 
Seuls trois instruments peuvent atteindre une note aussi basse que la note la plus grave de l'octobasse : 
- l'orgue qui possède un jeu de 32 pieds,
- la flûte hyperbasse, qui joue quatre octaves plus bas que la flûte traversière,
- le piano de marque Bösendorfer modèle 290, dit Impérial.

### Jeu
Elle se distingue des contrebasses géantes par la présence d'un mécanisme destiné à faciliter son utilisation. Pour en jouer, l'instrumentiste doit monter sur un petit escabeau intégré à l’instrument et, du fait de la hauteur du manche, c’est grâce à des leviers et des pédales, et non avec ses mains, qu’il agit sur les cordes.

## Histoire

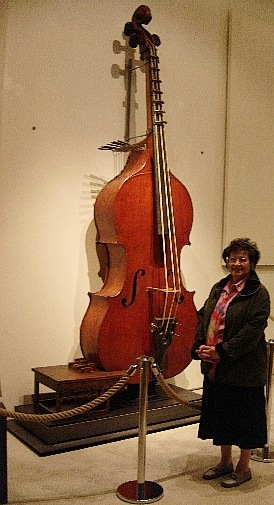
L'octobasse conservée au Musée de la musique de Paris.

Son invention remonte au XIXe siècle. Une première mention de l'octobasse est attribuée au contrebassiste Dubois, qui en construit un exemplaire en 1834. Le luthier Jean-Baptiste Vuillaume améliore en 1849 le mécanisme et en construit trois exemplaires ; l'un se trouve encore à la Cité de la musique à Paris, un autre à Vienne et le troisième aurait disparu dans l'incendie d'un théâtre londonien.
Le contrebassiste Nicola Moneta a fait construire par le luthier Pierre Bohr un nouvel exemplaire en 1995 qui, à la différence de l'instrument original, et grâce à des cordes moins épaisses, peut descendre une octave et une tierce plus bas que la contrebasse, comme il l'explique sur son site. Une autre octobasse a été construite en 2007 par le luthier Antonio Datti.
Le luthier Jean-Jacques Pagès a construit une octobasse copiée du modèle conservé au musée de la musique de Paris, et présentée à partir d'octobre 2011 au musée de la lutherie de Mirecourt. Depuis l'automne 2016, l'Orchestre symphonique de Montréal intègre une octobasse, fabriquée à Mirecourt par Jean-Jacques Pagès, et c'est le contrebassiste Éric Chappell qui est le musicien attitré de l'instrument .
Devant l’engouement que suscite le nouvel instrument, Kent Nagano convainc Roger Dubois de financer la commande de deux autres octobasses à M. Pagès. Celui-ci accepte et met deux ans et demi à concevoir des instruments plus modernes et plus facilement maniables. Les octobasses sont désormais munies d’un petit clavier, coincé dans une courbe de l’instrument, dont chaque touche actionne un clapet différent installé au-dessus des cordes. Ces clapets sont activés grâce à de tout petits moteurs permettant au musicien de bloquer les cordes aux bons endroits et d’obtenir la note désirée, et ce, beaucoup plus facilement qu’avec le premier modèle à leviers et à pédales.
Les cordes de ces instruments ont été fabriquées dans l'atelier Cuerdas Frechina à Paris. La corde la plus grave est faite en boyau filé d'argent et les deux autres en boyau nu. Une fileuse spécifique a dû être fabriquée par Michel Frechina, Matthieu Ranck et Jean-François Sandoz. Les cordes de la première octobasse de l'Orchestre Symphonique de Montréal ont été fabriquées dans le même atelier.

## Usage

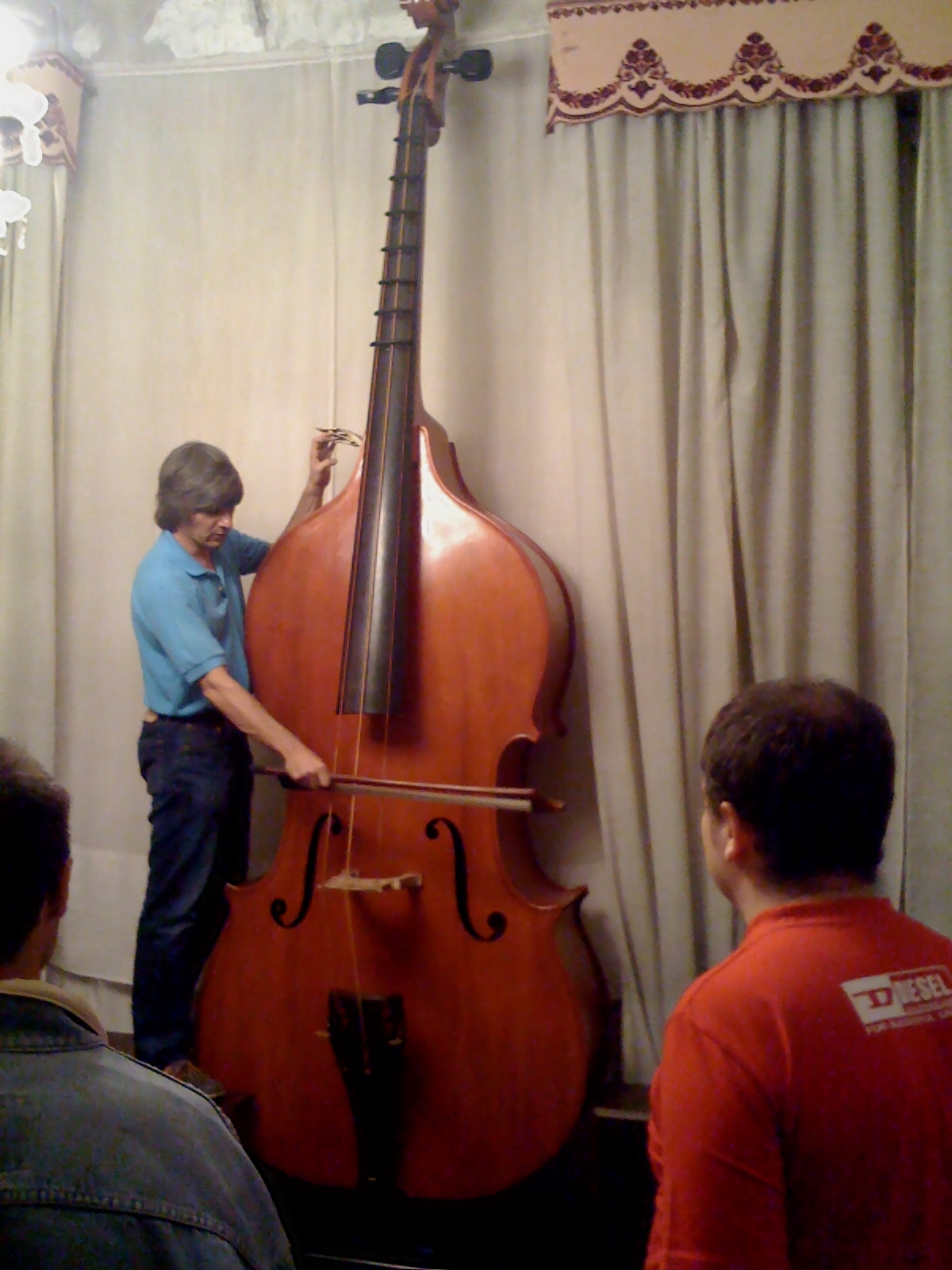
L'Italien Nicola Moneta jouant de l'octobasse dans sa maison de Milan.

Son usage est exceptionnel. Hector Berlioz l'utilisa lors de la création de son Te Deum en 1855 à Paris. Le contrebassiste français Benjamin Berlioz a joué l'octobasse lors d'une reconstitution de ce concert à la fin du XXe siècle. Aujourd'hui, les seuls contrebassistes jouant régulièrement de l'octobasse sont l'Italien Nicola Moneta et le Canadien Eric Chappell.
Encore plus rare en musique populaire, l'octobasse y est utilisée de manière exceptionnelle. On peut notamment signaler en 2021 le groupe québécois Oktoplut dont la ligne de basse du titre Le Delta de l'Okavango a été interprétée le temps d'une unique performance à l'octobasse par Eric Chappell de l'Orchestre Symphonique de Montréal. 
L’octobasse a également été utilisée par le contrebassiste Brandyn Lewis lors d’un concert donné par la pianiste canadienne Alexandra Stréliski et l'Orchestre symphonique de Montréal à l’occasion du Festival international de jazz de Montréal, en juillet 2021.